# Capeneralus horizontalis
Capeneralus horizontalis är en insektsart som beskrevs av Capener 1957. Capeneralus horizontalis ingår i släktet Capeneralus och familjen hornstritar. Inga underarter finns listade i Catalogue of Life.